# Ramon Guardans i Vallès
Ramon Guardans i Vallès (Reus, 1919 - Barcelona, 16 d'abril de 2007) fou un advocat català. Fill de Ramon Guardans i Adserias i de Teresa Vallès i Grau.

## Biografia
Estudiant de Dret per la Universitat de Barcelona, es va llicenciar el 1942 i des d'aleshores inicià una brillant carrera, amb més de 50 anys d'exercici professional.
Va tenir càrrecs a Banesto i a Tabacos de Filipinas; responsabilitats com a president de la Junta del Port de Barcelona i secretari de la Delegació Política del Consell Privat de Don Joan de Borbó, comte de Barcelona. L'any 1951 va contraure matrimoni amb l'Helena Cambó i Mallol -filla de Francesc Cambó- amb qui va tenir catorze fills, entre ells el polític Ignasi Guardans, l'advocat i editor Francesc Guardans, el poeta Jordi Guardans i l'empresari Pau Guardans.
Desenvolupà un gran servei a la societat en el camp de la cultura: fou un dels fundadors del Club Catalònia, president de la Junta de Museus de Barcelona, del Patronat del Museu Nacional d'Art de Catalunya (MNAC), del Cercle Artístic de Sant Lluc i vicepresident de l'Orfeó Català.
El 1995 va encapçalar la Fundació Familiar Catalana, impulsora de la Universitat Internacional de Catalunya (UIC), de la qual va dirigir el Patronat Fundacional fins al 1998. Aquesta universitat va decidir atorgar-li el doctorat Honoris Causa pels seus mèrits personals i per la seva forta implicació en el projecte de la UIC.
Fins al final de la seva vida va ser secretari general de l'Institut Cambó, de la Fundació Bernat Metge i de la Fundació Bíblica Catalana. En un altre ordre de coses, va fer possible el retorn del Llegat Cambó el qual és compost per un conjunt d'obres sense precedents a Catalunya, que abraça la història de la pintura europea des del segle xiv fins al començament del segle xix avui dipositat al MNAC, amb l'excepció d'algunes obres de Sandro Botticelli, que varen contribuir a cobrir una mancança rellevant al Museo del Prado.
EL 2005 va rebre la Creu de Sant Jordi. Va morir a Barcelona el 16 d'abril de 2007, a l'edat de 87 anys.